# Jaleo

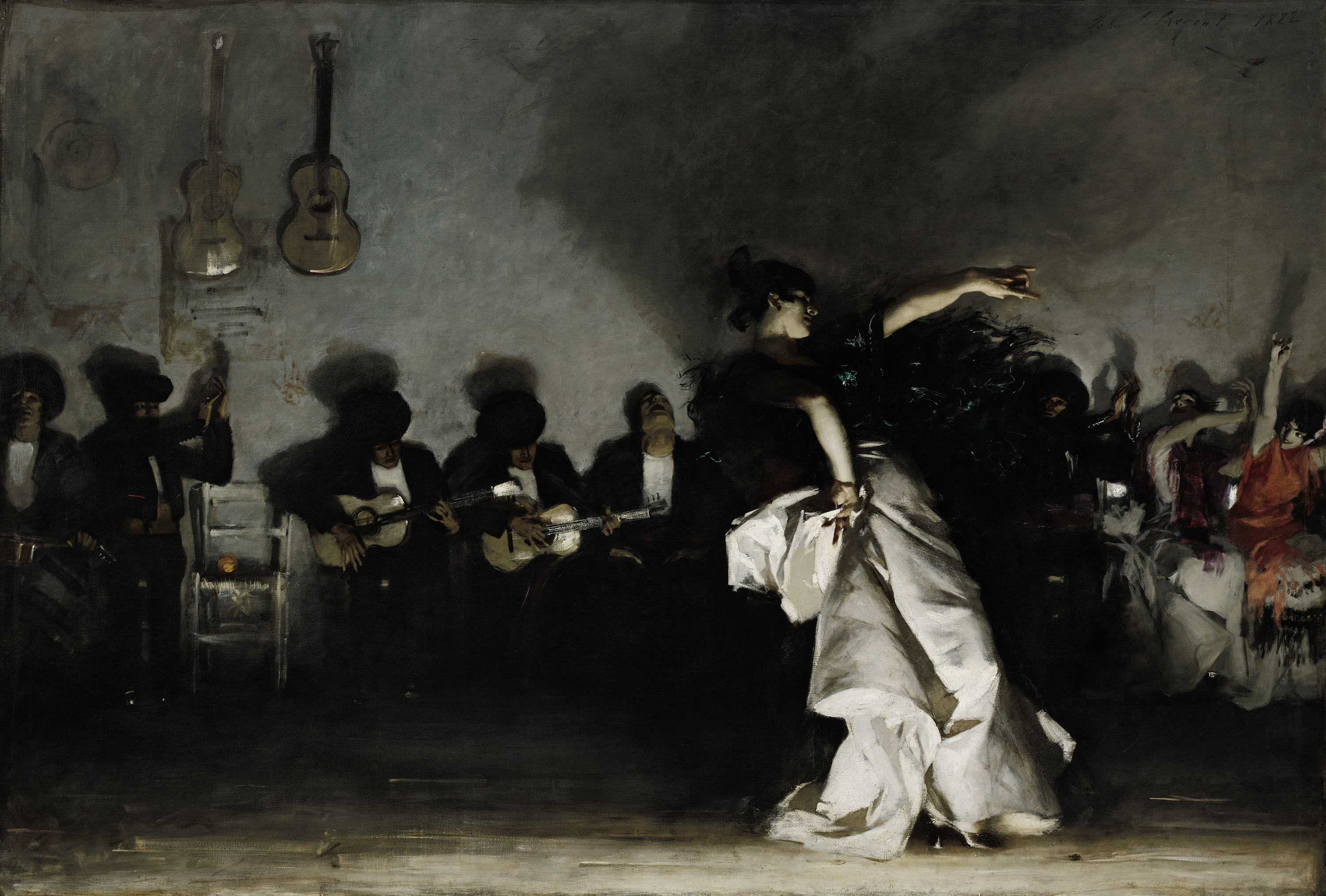
El Jaleo, Ölgemälde von John Singer Sargent, 1882

Jaleo (von spanisch jaleo „Tumult, lautstarkes Vergnügen“, bzw. von spanisch jalear „anfeuern“) ist die Bezeichnung für einen spanischen Bühnentanz des neunzehnten Jahrhunderts, sowie für eine Variante der Bulería, die zum Flamenco-Repertoire der südspanischen Region Extremadura gehört.

## Charakter
Der Jaleo wird in einem lebhaften 3er-Rhythmus musiziert und getanzt. Die Musik des Jaleo als Bühnentanz verwendet bevorzugt Dur- und Moll-Tonarten, als Jaleo extremeño ist er musikalisch hingegen mit der Bulería und ihren überwiegend modalen Tonarten verwandt.
Die Strophenform besteht aus drei achtsilbigen Versen, von denen sich der erste und der dritte reimt.

## Geschichte

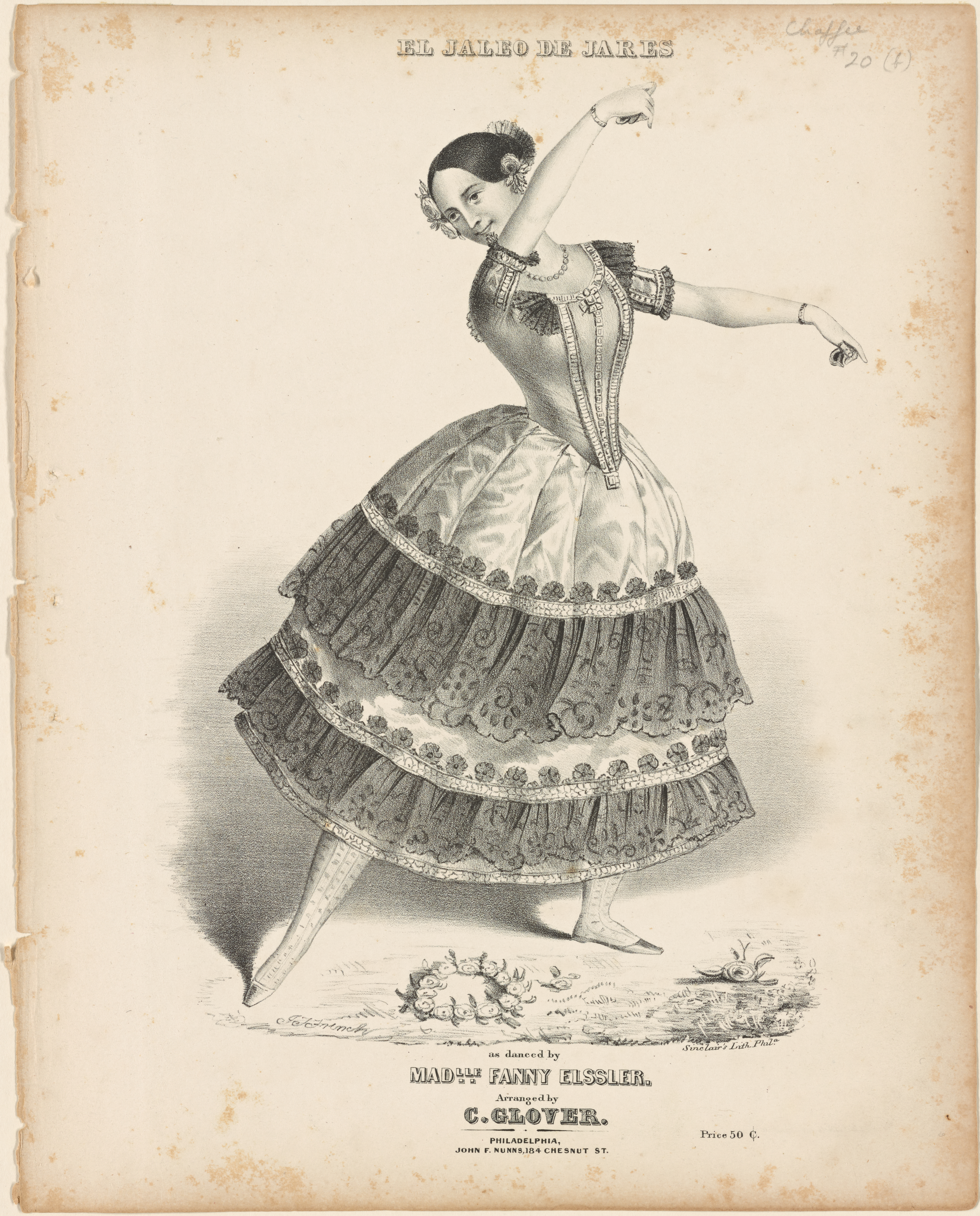
Fanny Elßler tanzt den Jaleo von Jerez, 1840

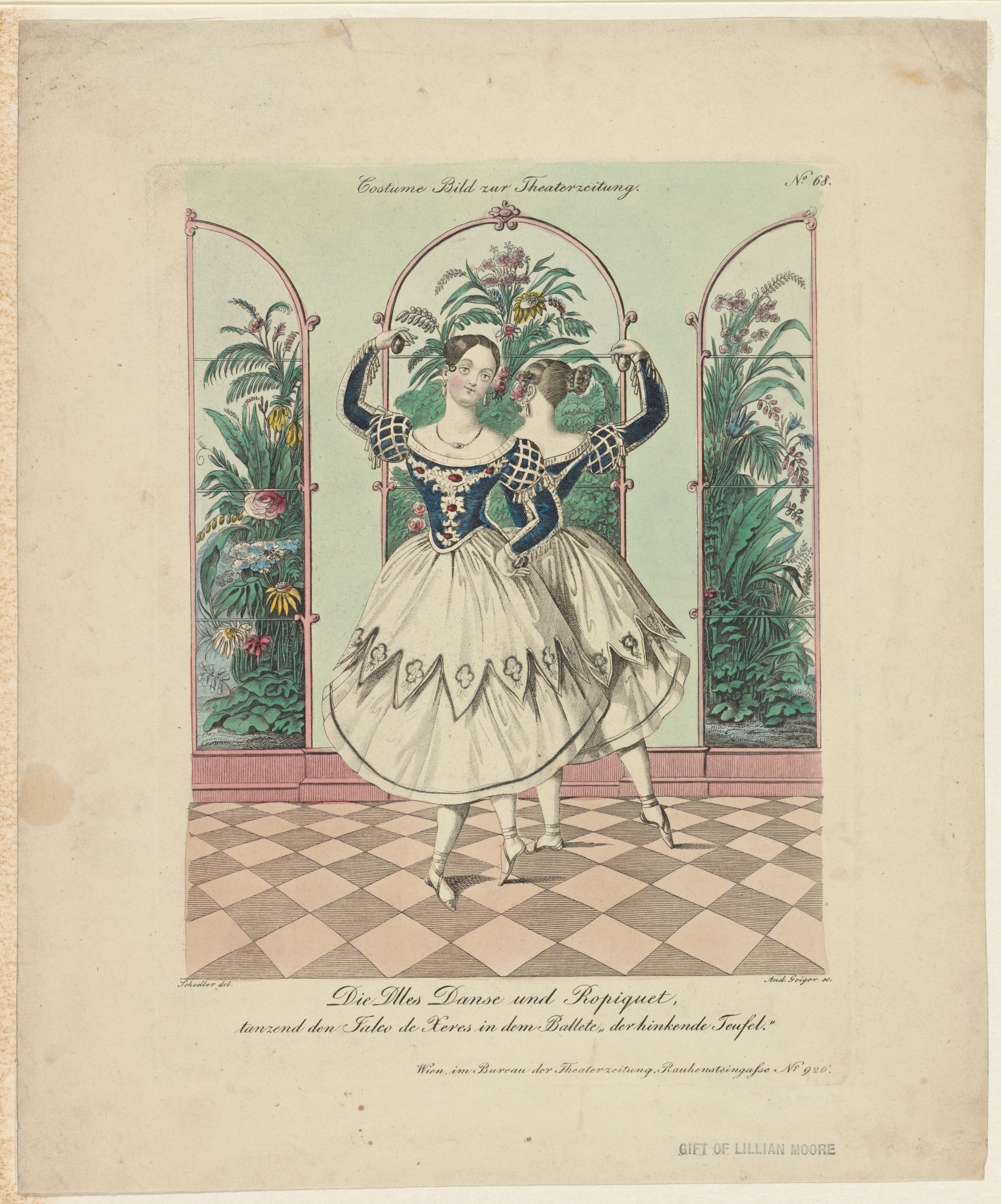
Die Dlles Danse und Ropiquet, tanzend den Jaleo de Xeres in dem Ballete ‘Der hinkende Teufel‘, 1839

Die erste schriftliche Erwähnung, in der sich der Begriff Jaleo zweifelsfrei auf einen Tanz bezieht, findet sich in dem Sainete Los Gitanos. Dieses Stück wurde 1815 von einem unbekannten Autor verfasst. Dort wird der Jaleo mit einem damals populären Tanz namens Respingo verglichen. In der Szene wird der Respingo als vulgär verworfen und dem Jaleo der Vorzug gegeben.
Anfang des 19. Jahrhunderts wurde der Jaleo besonders in Jerez populär. Rasch entwickelte er sich zu einem Bühnentanz. Reisende aus dem Ausland berichteten von seinem hohen Ansehen. So erwähnte ihn Richard Ford 1831 in einem Bericht über ein Fest in Santiponce. Charles Davillier bezeichnete ihn als den erstrangigen unter den besonders erwähnenswerten andalusischen Tänzen. Alexandre Dumas erwähnte 1946 wörtlich den „Jaleo de Jerez“ bei der Beschreibung eines Theaterabends in Granada. Die führenden Tänzerinnen und Tänzer jener Zeit tanzten ihn in den Theatern von Granada, Málaga, Jerez, Cádiz und Sevilla. In den 1830er Jahren wurde er auf den Bühnen von Paris, London und Kopenhagen präsentiert. In Paris tanzten ihn Mariano Camprubi und Dolores Serrall als Paar. Sie setzten damit den Anfangspunkt einer Zeit, die als goldene Epoche des spanischen Tanzes gilt. In den 1850er Jahren wurde der Jaleo de Jerez in den Coliseos von Buenos Aires und Havanna aufgeführt. Der Jaleo de Jerez war nun fast ein Pflicht-Bestandteil im Repertoire von Tänzerinnen und Tänzern gleich welcher Nation. Es tanzten ihn Lise und Félicité Noblet, Lucile Grahn, Augusto Bournonville, Fanny Elßler, Mario Pepita und Marie Guy-Stéphan, um nur einige der bekanntesten Namen jener Zeit zu nennen.
Beschreibungen aus jener Zeit heben die Sinnlichkeit und Grazie des Jaleo de Jerez hervor. Alexandre Dumas bezeichnete ihn als bewundernswerten Tanz, der alles in sich vereine: Wildheit und Ermattung, Liebe und Verachtung, Sinnlichkeit und Begehren. Théophile Gautier nannte ihn den gewagtesten und frechsten aller Tänze, die man in der Oper sehen könne, er sei phänomenal, skandalös, unvorstellbar, aber entzückend. Er schrieb von Windungen der Hüften und Biegungen der Taillen, von Armen und Beinen, in die Luft geschleudert, einem Anfall hitziger Tobsucht, einem diabolischen Unterfangen, das geeignet sei, Tote zu erwecken. 1848 erschien in einer Zeitung eine Kritik in Gedichtform zu einer Vorstellung von Marie Guy-Stéphan. Diese lässt erkennen, dass der Jaleo de Jerez Elemente des Flamencos, der Escuela Bolera und des klassischen Balletts in sich vereinte. Seine Charakteristika finden sich in heutiger Zeit bei einigen Tänzerinnen in ihren Interpretationen von Alegrías wieder.
Ein weiteres Zentrum des Jaleo im 19. Jahrhundert war Cádiz. Bei der Interpretation des Jaleo de Cádiz tat sich besonders Manuela Perea, genannt la Nena, hervor. Wahrscheinlich hat ihn auch Marie Guy-Stéphan in Paris vorgetragen. Über den Jaleo de Cádiz existieren unglücklicherweise keine ausführlichen Dokumente wie über den von Jerez, so dass sich nicht beurteilen lässt, inwieweit sich die beiden unterscheiden.